# Selle San Marco
L'equip Selle San Marco va ser un italià, de ciclisme en ruta que va competir entre 1981 i 1982. Va ser l'antecedent de l'equip Dromedario-Alan.

## Principals resultats
- Giro de la província de Reggio de Calàbria: Alfio Vandi (1981)
- Coppa Placci: Alfio Vandi (1981)

### A les grans voltes
- Giro d'Itàlia
  - 2 participacions (1981, 1982)
  - 0 victòries d'etapa:

- Tour de França
  - 0 participacions

- Volta a Espanya
  - 0 participacions